# Jovan Ajduković
Jovan Ajduković, född den 10 januari 1968 i Novi Sad i Serbien, är en serbisk lingvist.